# Schlaiten
Schlaiten é um município da Áustria, situado no distrito de Lienz, no estado do Tirol. Tem 36,59 km² de área e sua população em 2019 foi estimada em 471 habitantes.